# Carl Tullberg
Carl Edvard Tullberg, född 28 oktober 1853 i Malmö, död 14 januari 1914 i Sundsvall, var en svensk  målare, grafiker och teckningslärare.
Han var son till fotografen Carl Magnus Tullberg och Elisabet Charlotta Mellberg och gift första gången med Sofia Albertina Schmidt och andra gången med Ida Josefina Almgren. Tullberg studerade vid Tekniska elementarskolan i Malmö 1869–1870 och vid Konstakademiens elementära tekniska skola 1873, Tekniska skolan 1873–1876 han lärde sig konsten att etsa vid Loewenstamska etsningskursen 1875. Han var anställd som vice teckningslärare i Sundvall 1879–1888 där han sedan arbetade som ordinarie teckningslärare. Han var sparsam med sina framträdanden men medverkade i en utställning med Konstföreningen för södra Sverige 1877 och i en utställning i Sundsvall 1882. Han medverkade med text och illustrationer till Nils Mandelgrens Samlingar till svenska konst- och odlings-historien samt xylografier till Ny illustrerad tidning 1876. Hans konst består av porträtt och landskapsskildringar utförda i olja eller akvarell. Tullberg är representerad vid bland annat Nationalmuseum och Malmö museum.